# San Roque (Imbabura)
San Roque ist eine Ortschaft und eine Parroquia rural („ländliches Kirchspiel“) im Kanton Antonio Ante der ecuadorianischen Provinz Imbabura. Die Parroquia besitzt eine Fläche von 16,79 km². Die Einwohnerzahl lag im Jahr 2010 bei 10.142.

## Lage
Der 2449 m hoch gelegene Ort San Roque befindet sich in den Anden 3,7 km südsüdwestlich des Kantonshauptortes Atuntaqui. Die Fernstraße E35 (Ibarra–Quito) führt an San Roque vorbei. Der Río Ambi fließt entlang der westlichen Verwaltungsgrenze nach Norden. Die Parroquia verläuft als schmaler Streifen vom 7,4 km südöstlich gelegenen Gipfel des 4610 m hohen Vulkans Imbabura 8,5 km nach Nordwesten. Die maximale Breite liegt bei 3,5 km.
Die Parroquia San Roque grenzt im Nordosten an das Municipio von Atuntaqui, im äußersten Südosten an die Parroquia La Esperanza (Kanton Ibarra), im Südosten an die Parroquia San Juan de Ilumán (Kanton Otavalo) sowie im nördlichen Westen an das Municipio von Cotacachi (Kanton Cotacachi).

## Geschichte
Der Ort hieß ursprünglich „Santa Martha“ und war als ein Caserío Teil der Parroquia Otavalo. Um das Jahr 1868 änderte der Ort seinen Namen in „San Roque“ um. Am 7. August 1898 wurde die Parroquia rural San Roque gegründet. Am 12. Februar 1938 ging die Parroquia an den neu gegründeten Kanton Antonio Ante über.